# Mario Rosario Occorsio
Mario Rosario Occorsio (Napoli, 9 novembre 1932 – Castel Volturno, 13 aprile 2024) è stato un matematico e scrittore italiano, noto per i suoi contributi nel campo del calcolo numerico e della programmazione. Ricoprì numerosi ruoli accademici e tecnici, oltre ad essere un prolifico autore di testi sia scientifici che narrativi. Era cugino del magistrato Vittorio Occorsio, vittima del terrorismo di estrema destra durante gli anni di piombo.

## Biografia
Mario Rosario Occorsio conseguì la maturità classica e la laurea in Scienze Matematiche a Napoli, dove ebbe la sua formazione accademica. Inizialmente interessato al magnetismo stellare, si dedicò poi all'insegnamento nelle scuole medie superiori come docente ordinario. Successivamente, divenne assistente ordinario prima alla Cattedra di Complementi di Matematica e poi alla Cattedra di Metodi Matematici per le Applicazioni. Fu professore incaricato di Analisi Matematica e abilitato alla libera docenza in Analisi numerica, insegnando Calcolo Numerico e Programmazione presso l'Università di Napoli Federico II. Da direttore dell'Istituto per applicazioni della Matematica del CNR collaborò con l'agenzia spaziale giapponese. Nel 1999, a 67 anni, iniziò la sua seconda e prolifica attività di scrittore, pubblicando diversi libri e raccolte.

## Contributi e riconoscimenti
- Ruoli Accademici e Tecnici: direttore tecnico del Centro di Calcolo della Facoltà di Scienze dell'Università di Napoli, Presidente del Consiglio del Corso di Laurea in Matematica, Direttore dell'Istituto per le Applicazioni della Matematica del Consiglio Nazionale delle Ricerche.
- Associazioni e Accademie: fondatore dell'associazione “Mezzogiorno XXI secolo”, membro dell'Unione Matematica Italiana (UMI)[1], membro dell'Academia Scientiarum et Artium Europaea.
- Pubblicazioni: numerose pubblicazioni su riviste nazionali e internazionali, membro del Comitato di redazione di “Ricerche di Matematica” e della “Revue d'Analyse Numerique et de Théorie de l'Approximation[2]” Furono numerose le pubblicazioni di carattere scientifico citanti Occorsio.[3] Particolarmente degni di nota furono, tra gli altri, i suoi contributi sui sistemi di risoluzione delle equazioni[4] e delle equazioni non lineari.[5]

## Narrativa e riconoscimenti letterari
Mario Rosario Occorsio esordì nella narrativa con "Il sorriso di Paola" (2001). Pubblicò anche "Onde" (2002), "Lettere da Cefalù" (2005), e la raccolta di racconti "Il dubbio di Enrico" (2008). Ricevette una targa dal Comune di Quarto per i racconti Racconti Quartesi mentre il racconto La pietra bianca fu finalista nel concorso nazionale Pier Delle Vigne. Pubblicò inoltre La nascita del Comune (2005) e vinse il Premio Internazionale di Poesia e Letteratura “Nuove Lettere” per la saggistica (2010).
(Bianca Clemente su “Il dubbio di Enrico”, tratto da “Racconti” 25/01/2009)

## Eredità e influenza
Occorsio ebbe un impatto significativo sia nel campo matematico che letterario, contribuendo alla crescita della comunità scientifica e culturale italiana, essendo la sua opera continua una preziosa risorsa per studiosi e appassionati.